# Terra magica
Terra magica è un album della cantante italiana Jo Squillo, pubblicato dall'etichetta discografica DDD e distribuito dalla CBS nel 1988.

## Il disco
L'album, disponibile su long playing, musicassetta e compact disc, è prodotto da Gianni Muciaccia e Mauro Paoluzzi, il quale cura anche gli arrangiamenti.
Dal disco vengono tratti i singoli Diavolo/Non sei l'immagine che ho di te (pubblicato anche come Diavolo/Alphabet City nel formato 12 pollici) e Terra magica/Tu non mi cucchi più.
Nel brano è presente una cover del brano degli Area Luglio, agosto, settembre (nero), dedicata da Jo Squillo a Demetrio Stratos, componente del gruppo e suo maestro di musica negli anni settanta.

## Tracce

### Lato A
1. Diavolo
2. Non sei l'immagine che ho di te
3. Frutti selvaggi
4. Alphabet City

### Lato B
1. Terra magica
2. Tu non mi cucchi più
3. Anima animale
4. Luglio, agosto, settembre (Dedicated to Demetrio)